# Еміль Яннінгс
Емі́ль Я́ннінгс (нім. Emil Jannings, справжнє ім'я — Теодор Фрідріх Еміль Яненц; 23 липня 1884, Роршах — 2 січня 1950, Зальцкаммергут) — німецький актор, продюсер. Перший лауреат премії «Оскар за найкращу чоловічу роль»

## Життєпис
Теодор Фрідріх Еміль Яненц народився 23 липня 1884 року в Роршаху (кантон Санкт-Галлен, Швейцарія) у сім'ї німецько-американського купця Еміля Яненца і його дружини Маргарети Швабе; дитинство провів у Лейпцизі і Герліці. Полишив навчання в гімназії, служив корабельним юнгою. У 1900 році був волонтером у міському театрі в Герліці, у 1901—1914 роках — актором у провінції. У 1914 році переїхав до Берліна і поступив в трупу театру Макса Рейнгардта. У 1916 році зробив першу самостійну постановку в Німецькому театрі. З 1917 року грав великі ролі. Влітку 1918 року перейшов до Королівського театру. Наприкінці 1918 року повернувся в театр Рейнгардта, в якому працював до 1920 року.
З 1916 року регулярно знімався в кіно, в основному у мелодрамах про пристрасть, любов, гроші і злочин. У 1919 році виконав роль Людовика XV у фільмі «Мадам Дюбаррі» Ернста Любіча. Завдяки міжнародному успіху цього фільму став кінозіркою. Робота в театрі відійшла на другий план.
У 1922 році Яннінгс зіграв головну роль в історичній драмі «Петро Великий» Дмитра Буховецького. У 1924 році він знявся в ролі розжалуваного портьє у фільмі «Остання людина» Фрідріха Вільгельма Мурнау, а також в ролі артиста, що через ревнощі став вбивцею, у фільмі «Вар'єте» Евальда Андре Дюпона. У 1925—1926 роках він знову працював з Мурнау, зігравши Тартюфа в однойменному фільмі, а потім Мефістофеля у фільмі «Фауст».
У жовтні 1926 року Яннінгс вирушив до Голлівуду. Його американські фільми були орієнтовані передусім на «Останню людину» і «Вар'єте»: Яннінгс грав людей, що втратили своє суспільне положення і що живуть у злиднях. З приходом звукового кіно його становище в Голлівуді ускладнилося через його німецький акцент, і у травні 1929 року він повернувся до Німеччини.
Взимку 1929—1930 року виконав роль викладача гімназії Рата у фільмі Джозефа фон Штернберга «Блакитний ангел», знятому за романом Генріха Манна «Учитель Унрат, або Кінець одного тирана». Фільм, який повинен був святкувати повернення Яннінгса до Німеччини, дав поштовх голлівудській кар'єрі Марлен Дітріх, яка затьмарила його. З 1930 року Яннінгс знову регулярно з'являвся на сцені, як правило, у виставах за п'єсами Герхарта Гауптмана. У травні 1934 року він увійшов до трупи Державного театру. У 1936 році востаннє вийшов на сцену в ролі Бісмарка.
У період націонал-соціалізму Яннінгс знову став великою кінозіркою. У 1936 році його призначили в наглядову раду фірми Тобіс, головою якої він став у 1938 році. Спочатку як «головний художній керівник», а пізніше і самостійний продюсер він міг офіційно вплинути на концепцію і режисуру своїх фільмів. У 1940—1941 роках Яннінгс відповідав за випуск антибританського фільму «Дядечко Крюгер» (Ohm Krüger, в радянському прокаті — «Трансвааль у вогні», 1948), одній з найдорожчих німецьких постановок цього періоду.
У січні 1945 року через хворобу Яннінгса знімання його останнього (незавершеного) фільму «Де пан Беллінг?» були призупинені. У 1946 році він пройшов процес «денацифікації». У 1947 році отримав австрійське громадянство. 2 січня 1950 року помер на своїй віллі на Вольфгангзее у Зальцкаммергуті.

## Обрана фільмографія
| Рік  |    | Українська назва                | Оригінальна назва                    | Роль               |
| ---- | -- | ------------------------------- | ------------------------------------ | ------------------ |
| 1914 | ф  | Бідна Єва                       | Arme Eva                             |                    |
| 1919 | ф  | Вендета                         | Vendetta                             | Томассо            |
| 1919 | ф  | Мадам Дюбаррі                   | Madame DuBarry                       | Людовик XV         |
| 1920 | кф | Дочки Колхізела                 | Kohlhiesels Töchter                  | Петер Ксавер       |
| 1921 | ф  | Анна Болейн                     | Anna Boleyn/Deception                | Генріх VIII        |
| 1921 | ф  | Брати Карамазови                | Die Brüder Karamasoff                | Дмитро Карамазов   |
| 1921 | ф  | Дантон                          | Danton                               | Дантон             |
| 1921 | ф  | Пацюки                          | Die Ratten                           | Бруно              |
| 1922 | ф  | Графиня Паризька                | Die Gräfin von Paris                 |                    |
| 1922 | ф  | Дружина фараона                 | Das Weib des Pharao                  | фараон Аменес      |
| 1922 | ф  | Отелло                          | Othello                              | Отелло             |
| 1922 | ф  | Петро Великий                   | Peter der Große                      | Петро Великий      |
| 1923 | ф  | Трагедія кохання                | Tragödie der Liebe                   | Омбраде            |
| 1924 | ф  | Кабінет воскових фігур          | Das Wachsfigurenkabinett             | Гарун аль-Рашид    |
| 1924 | ф  | Ню                              | Nju - Eine unverstandene Frau        | Ехеманн            |
| 1925 | ф  | Вар'єте                         | Varieté                              | бос Гуллер         |
| 1925 | ф  | Камо грядеші                    | Quo Vadis?                           | Нерон              |
| 1925 | ф  | Остання людина                  | Der Letzte Mann                      | швейцар            |
| 1926 | ф  | Тартюф                          | Herr Tartüff                         | Тартюф             |
| 1926 | ф  | Фауст, німецька народна легенда | Faust                                | Мефістофель        |
| 1927 | ф  | Дорога, якою йдуть усі          | The Way of All Flesh                 | Аугуст Шиллінг     |
| 1927 | ф  | Останній наказ                  | The Last Command                     | князь Долгорукий   |
| 1928 | ф  | Гріхи батьків                   | Sins of the Fathers                  | Вільгельм Шпенглер |
| 1928 | ф  | Патріот                         | The Patriot                          | імператор Павло I  |
| 1929 | ф  | Зрада                           | Betrayal                             | Польді Мозер       |
| 1930 | ф  | Блакитний ангел                 | Der blaue Engel                      | професор Рат       |
| 1930 | ф  | Улюбленець богів                | Liebling der Götter                  | Альберт Вінкельман |
| 1937 | ф  | Властитель                      | Der Herrscher                        | Матіас Клаузен     |
| 1937 | ф  | Розбитий глечик                 | Der zerbrochene Krug                 | Адам, Дорфрітчер   |
| 1939 | ф  | Робетр Кох, переможець смерті   | Robert Koch, der Bekämpfer des Todes | Роберт Кох         |
| 1941 | ф  | Дядечко Крюгер                  | Ohm Krüger                           | Ом Крюгер          |
| 1945 | ф  | Де пан Беллінг?                 | Wo ist Herr Belling?                 | Еберхард Беллінг   |